# اچ‌ام‌اس آنبروکن (پی۴۲)
اچ‌ام‌اس آنبروکن (پی۴۲) (به انگلیسی: HMS Unbroken (P42)) یک زیردریایی بود که طول آن ۵۸٫۲۲ متر (۱۹۱٫۰ فوت) بود. این زیردریایی در سال ۱۹۴۱ ساخته شد.